# Rhipsalis campos-portoana
A Rhipsalis campos-portoana egy elterjedt dél-amerikai epifita kaktusz.

## Jellemzői
Vékony, gracilis, általában csüngő, dichotomikus elágazódású növény, primer ágai megnyúltak, terminális ágai 2-4 es csoportokban ágaznak el, 30–50 mm hosszúak. Areolája kevés fejlődik, csupaszak. Virágai terminálisak, fehérek, 8 szirma maximálisan 9 mm hosszú. Termése gömbölyű, 4 mm átmérőjű, narancssárgás-vöröses. Valószínűleg azonos a korábban, de pontatlanul leírt Rhipsalis cribrata (Lemaire) N.E. Brown fajjal.

## Elterjedése
Brazília: Dél- és Délkelet-Minas Gerais, Espirito Santo, Rio de Janeiro, São Paulo, Paraná és Santa Catarina államok. Epifitikus atlanti és köderdőkben 2300 m tengerszint feletti magasságig.

## Rokonsági viszonyai
Az Erythrorhipsalis subgenus tagja.